# Dactylorhiza sambucina
Dactylorhiza sambucina là một loài thực vật trong họ Lan.

## Hình ảnh

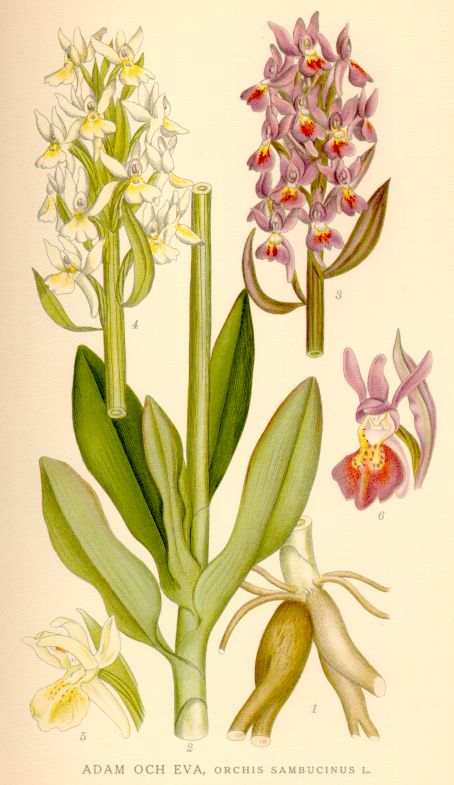
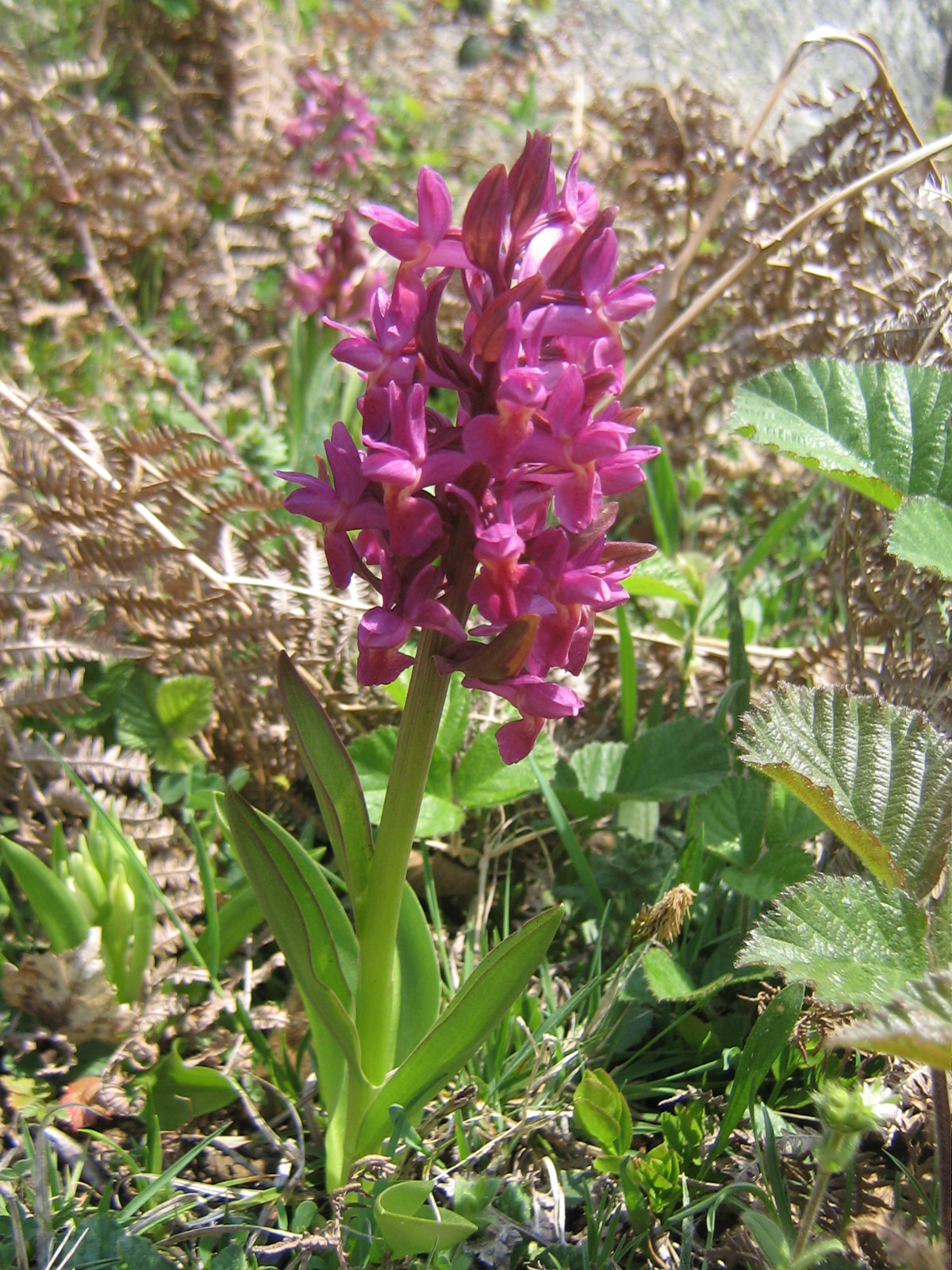
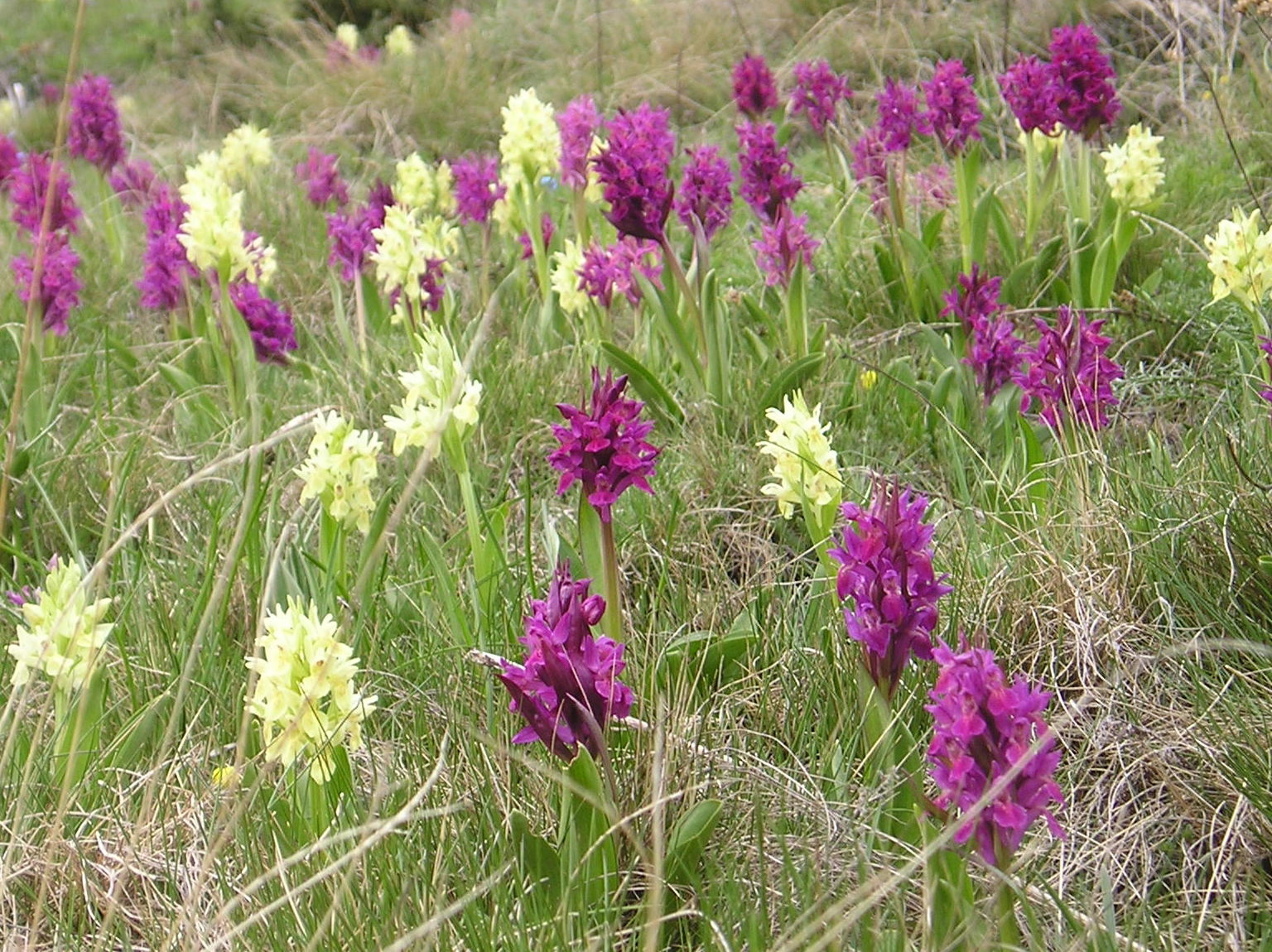
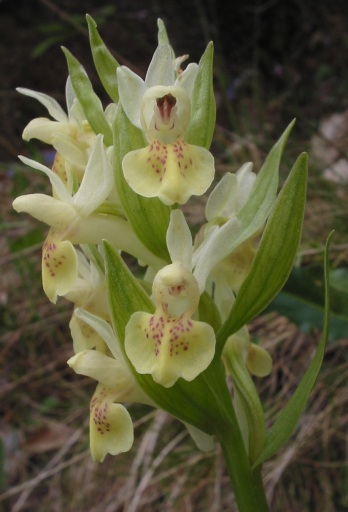